# Whitney Myers
Whitney Myers (Oxford (Ohio), 8 september 1984) is een Amerikaanse voormalige zwemster.

## Carrière
Bij haar internationale debuut, op de wereldkampioenschappen zwemmen 2005 in Montreal, eindigde Myers als vierde op de 200 meter wisselslag en strandde ze in de halve finales van de 200 meter vrije slag. Samen met Natalie Coughlin, Katie Hoff en Kaitlin Sandeno veroverde ze de wereldtitel op de 4x200 meter vrije slag. 
Op de Pan Pacific kampioenschappen zwemmen 2006 in Victoria sleepte de Amerikaanse de gouden medaille in de wacht op de 200 meter wisselslag en eindigde ze als tiende op de 100 meter vlinderslag, op de 100 en de 200 meter vrije slag werd ze uitgeschakeld in de series. 
Tijdens de wereldkampioenschappen zwemmen 2007 in Melbourne eindigde Myers als vierde op de 200 meter wisselslag. 
In Omaha (Nebraska) nam de Amerikaanse deel aan de Amerikaanse Olympische Trials 2008, op dit toernooi wist ze zich niet te plaatsen voor de Spelen.
Op de Pan-Amerikaanse Spelen 2011 in Guadalajara eindigde Myers als vierde op de 200 meter wisselslag.

## Internationale toernooien
| Jaar | Olympische Spelen | WK langebaan                                                 | WK kortebaan  | PanPacs                                                                                | Pan-Amerikaanse Spelen |
| ---- | ----------------- | ------------------------------------------------------------ | ------------- | -------------------------------------------------------------------------------------- | ---------------------- |
| 2005 |                   | 10e 200m vrije slag · 4e 200m wisselslag · 4x200m vrije slag |               |                                                                                        |                        |
| 2006 |                   |                                                              | geen deelname | serie 100m vrije slag · serie 200m vrije slag · 10e 100m vlinderslag · 200m wisselslag |                        |
| 2007 |                   | 4e 200m wisselslag                                           |               |                                                                                        | geen deelname          |
| 2008 | geen deelname     |                                                              | geen deelname |                                                                                        |                        |
| 2009 |                   | geen deelname                                                |               |                                                                                        |                        |
| 2010 |                   |                                                              | geen deelname | geen deelname                                                                          |                        |
| 2011 |                   | geen deelname                                                |               |                                                                                        | 4e 200m wisselslag     |

## Persoonlijke records

### Kortebaan
| Afstand          | Tijd    | Datum            | Plaats    |
| ---------------- | ------- | ---------------- | --------- |
| 100m rugslag     | 57,89   | 22 november 2009 | Singapore |
| 200m rugslag     | 2.06,22 | 21 november 2009 | Singapore |
| 100m vlinderslag | 58,06   | 18 maart 2004    | Texas     |
| 200m vlinderslag | 2.06,33 | 18 maart 2004    | Texas     |
| 100m wisselslag  | 58,75   | 22 november 2009 | Singapore |
| 200m wisselslag  | 2.06,20 | 20 augustus 2006 | Victoria  |

### Langebaan
| Afstand         | Tijd    | Datum            | Plaats   |
| --------------- | ------- | ---------------- | -------- |
| 100m vrije slag | 55,34   | 18 augustus 2006 | Victoria |
| 200m vrije slag | 1.59,38 | 26 juli 2005     | Montreal |
| 200m wisselslag | 2.10,11 | 20 augustus 2006 | Victoria |